# Hyssia violascens
Hyssia violascens är en fjärilsart som beskrevs av George Francis Hampson 1903. Hyssia violascens ingår i släktet Hyssia och familjen nattflyn. Inga underarter finns listade i Catalogue of Life.